# Ourilândia do Norte
Ourilândia do Norte – miasto i gmina w Brazylii, w stanie Pará. Znajduje się w mezoregionie Sudeste Paraense i mikroregionie São Félix do Xingu.